# Ylijoki (vattendrag i Lappland, lat 67,83, long 24,78)
Ylijoki är ett vattendrag i Finland.   Det ligger i landskapet Lappland, i den norra delen av landet, 900 km norr om huvudstaden Helsingfors.